# NHL 97
NHL 97 est un jeu vidéo de hockey sur glace édité par EA Sports et sorti en 1997 sur Mega Drive, Super Nintendo et PC. John Vanbiesbrouck des Panthers de la Floride figure sur la couverture du jeu.

## Accueil
- GamePro (PS) : 4,5/5[1]
- Joypad (Saturn) : 90 %[2]